# Thái Nguyên
Thái Nguyên é uma província do Vietnã.

## Distritos
As 9 subdivisões de Thai Nguyen, são:
- 1 cidade: Thai Nguyen
- 1 vila: Song Cong
- 7 distritos rurais (Huyện): Dinh Hoa, Dai Tu, Vo Nhai, Dong Hy, Dai Tu, Pho Yen, Phu Binh.